# Pia casa di beneficenza
La Pia casa di beneficenza di Lucca era un istituto di assistenza fondato nel 1851 e rivolto a bambini e ragazzi orfani. Si specializzò poi in orfanotrofio maschile e femminile fino agli ultimi decenni del Novecento.

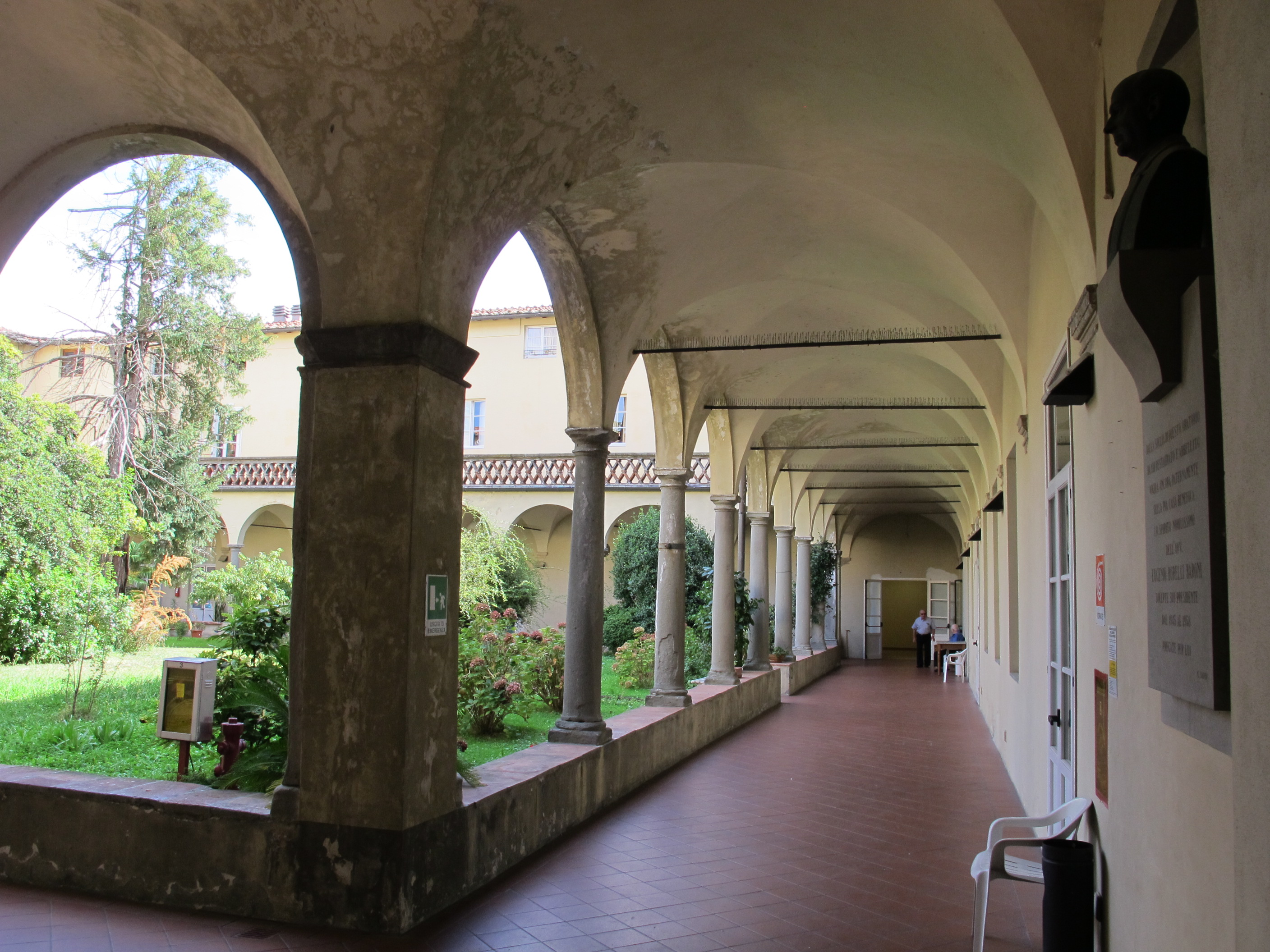
Chiostro della Pia casa

## Storia

### Istituzioni precedenti
Le origini della Pia casa si ricollegano ad alcune istituzioni fondate a Lucca a partire dalla metà del Cinquecento. Tali istituzioni, religiose e laiche, si impegnavano a dare sostegno alle frange più deboli della popolazione lucchese con un'attenzione particolare all'infanzia abbandonata. 
In particolare, il 4 agosto 1556 il ricco mercante Luca di Giovanni di Frediano da Guamo propose il primo progetto per la fondazione di un istituto per orfani a Lucca che prese il nome di "ospizio degli Orfani Azzurrini", facendo riferimento al colore della divisa dei bambini. La massima capienza dell'istituto era di venti fanciulli, esclusivamente maschi, di età compresa fra i 7 e i 15 anni, i quali ricevevano un'istruzione base di lettura e scrittura da parte di un sacerdote-maestro.
Intorno al 1585 sull'esempio dell'ospizio degli Orfani Azzurrini vennero creati altri istituti come per esempio "gli Orfanelli Bianchi", e molti altri destinati non solo a bambini orfani, ma anche ad altre categorie di persone bisognose. Si andò cosi a creare un articolato sistema assistenziale. Grazie a questo Lucca diventò una delle prime città italiane a porre attenzione agli orfani e ai bambini abbandonati. 
Tra il XVI e il XVII secolo, la città andò incontro a un forte impoverimento. Questo fenomeno portò alla necessità di creare un altro grande istituto di beneficenza e accoglienza con una disponibilità di posti pari a 190, a loro volta divisi in quattro sezioni a seconda dell'età e del sesso. Il nuovo istituto prese il nome di "Quarquonia". Al suo interno vennero accolti molti bambini abbandonati di età superiore ai 5 anni, insieme a tutti i bambini trasferiti dall'Ospizio degli Azzurrini e dagli Orfanelli Bianchi. 

### Fondazione e attività nell'Ottocento
Nel 1822, all'interno della Quarquonia fu fondato il "Deposito di Mendicità per gli orfani e i vagabondi", da cui nel 1851 nacque la Pia casa di beneficenza.  Questa istituzione nel 1861 era l'unica, all'interno di Lucca, ad accogliere bambini poveri, orfani e vagabondi di ambo i sessi. Al suo interno disponeva di 231 posti. Inoltre, si occupava della spedizione di sussidi a 2218 famiglie. 
Nel 1872 Luigi Moscheni, avvocato e direttore dell'istituto dal 1872 al 1903, stabilì che la Pia Casa avrebbe dovuto dare la priorità ai bambini e in particolare agli orfani. 
Già in precedenza, tuttavia, le richieste di assistenza provenienti da un numero sempre maggiore di adulti e bambini avevano mostrato la necessità di migliorare la struttura, con particolare attenzione all'aumento dei posti a disposizione. Questo problema venne risolto nel 1895 col trasferimento nella sede definitiva in via Santa Chiara, nell'ex monastero dell'Angelo . Al suo interno la struttura avrebbe accolto l'orfanotrofio, l'ospizio degli invalidi e un ricovero di mendicità, arrivando a una capacità complessiva di 350 assistiti. 
La nuova struttura presentava ampi locali, un giardino e dei cortili in uno dei punti più ariosi della città. Inoltre rispondeva ai requisiti di igiene, era completamente arredata con nuovi mobili, illuminata interamente a gas e munita di acqua potabile. Nel complesso si estendeva su una superficie di 10.000 mq.
Fra la fine dell'Ottocento e l'inizio del Novecento, l'aumento degli orfani e dei minori provenienti anche da altre province portò alla creazione a Lucca di nuovi centri di accoglienza con una funzione complementare a quella della Pia casa, che comunque rimase la più grande realtà per l'accoglienza di orfani e orfane. 

### Novecento
Durante la seconda guerra mondiale, l'istituto della Pia casa venne in parte spostato in un edificio a Bagni di Lucca perché i locali, che erano stati requisiti dai tedeschi, vennero adibiti per la reclusione degli oppositori al regime. Solo dopo la fine della guerra poté tornare nella sua sede, la quale aveva subito gravi danni, per i quali si decise di intraprendere degli immediati interventi di ristrutturazione. 
L'istituto cessò la sua attività di accoglienza nel 1985. Una parte dell'edificio originale accoglie l'Istituto Statale Professionale per l'industria e l'artigianato, e gli spazi restanti sono occupati da una casa di accoglienza per anziani gestita dal comune. 

## Il funzionamento

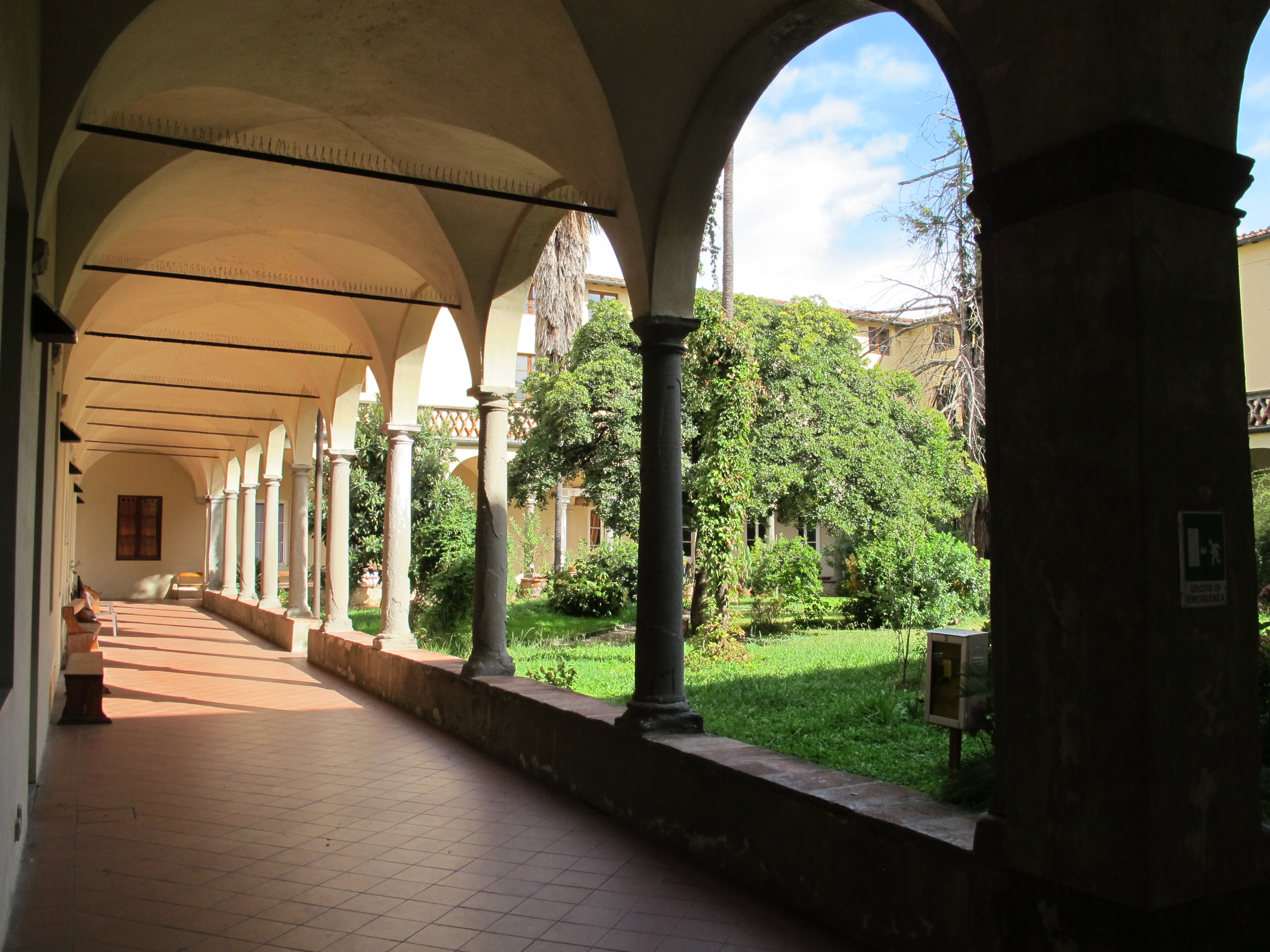
Chiostro della Pia casa

### Il vivere quotidiano
Fra la fine dell'Ottocento e l'inizio del Novecento all'interno della Pia Casa i bambini erano divisi in base al proprio sesso, ed erano separati dagli adulti.
Venivano poi ulteriormente suddivisi in quattro classi: nel caso dei maschi vi era la sezione dei Fanciulli (per i bambini di età inferiore ai 12 anni) e quella dei Giovani (per ragazzi con età compresa fra i 12 e i 18 anni); per le femmine erano previste le sezioni delle Fanciulle (per le bambine con età inferiore ai 15 anni), e quella delle Giovani (per le ragazze con età compresa fra i 15 e i 18 anni).
La scansione della giornata variava per i due sessi, ma era comunque scandita da momenti ben precisi: il tempo dedicato alla preghiera e all'istruzione religiosa, all'educazione e al lavoro. 
La giornata iniziava tra le 5 e le 6 del mattino, e in un'ora sia grandi che piccoli dopo essersi alzati dal letto dovevano lavarsi le mani e il viso, pettinarsi, rifare il letto, sgombrare e risciacquare il proprio vaso da notte, e infine fare colazione.
In seguito si recavano in chiesa per assistere alla messa, il primo dei doveri religiosi che accompagnavano la giornata. Poi iniziava il tempo dedicato al lavoro nei laboratori interni o, per i bambini più piccoli, all'istruzione presso le scuole comunali della città. Queste attività terminavano a mezzogiorno in modo che i ragazzi potessero avere alcuni momenti di riposo prima di recarsi a tavola per il pranzo. 
Al pranzo era destinata mezz'ora, e lo stesso tempo veniva lasciato ai fanciulli prima che tornassero ai propri impegni. Alla sera, una volta che avevano finito di lavorare, c'era un momento di preghiera in attesa della cena. Dopo cena infine era previsto un momento di veglia, che poteva durare da un'ora e mezzo fino a quattro ore, nel quale ragazzi e bambini pregavano e cantavano. Al momento del riposo tutti si recavano nei propri letti, sorvegliati dalle guardie che si coricavano per ultime. 
Il modello assistenziale maschile aveva come scopo quello di fornire un'adeguata istruzione ai ragazzi, e soprattutto una formazione professionale, in modo da indirizzare i ragazzi verso il mondo del lavoro, una volta usciti dall'istituto.
Le fanciulle invece erano seguite dalle suore di Carità, in particolare dalla madre superiora, molto severa, due maestre e quattro guardiane. Il loro paradigma assistenziale in parte si differenziava da quello maschile ed era basato su tre pilastri: l'educazione religiosa, l'apprendimento delle basi dell'istruzione e l'addestramento ai lavori domestici. 

### L'istruzione
La Pia Casa aveva al suo interno delle scuole, considerate private, ma i ragazzi potevano anche recarsi alla scuola elementare della città, dove venivano inseriti all'interno delle classi insieme agli altri allievi. Coloro che mostravano impegno e buone capacità venivano poi inseriti nella scuola di livello superiore.
Alle fanciulle non era permesso frequentare le scuole comunali della città: venivano istruite direttamente dalle suore di Carità o da maestre ex ricoverate.
Per i ragazzi e le ragazze istruiti dalle scuole interne erano previste delle prove finali scritte, annuali, in calligrafia, storia sacra, catechismo e molte altre materie.
Alla fine dell'Ottocento all'interno della Pia Casa venne istituita anche una scuola di musica e disegno, per cercare di coinvolgere maggiormente alunni e alunne. Questa nuova scuola riscosse un ottimo risultato tanto che nacque una piccola banda dell'istituto.
Anche in questo ambito, quello musicale, le fanciulle rimasero più in disparte rispetto ai fanciulli: infatti potevano istruirsi solo al canto e non all'uso degli strumenti. Nel 1878 la scuola musicale venne poi definitivamente sospesa nella sezione femminile, perché giudicata inutile e nociva da parte della madre superiora.

### Il tempo libero
Nei giorni di festa i ragazzi potevano passeggiare lungo le vie della città e anche fuori dalle mura urbane. Durante queste uscite dovevano disporsi in fila, ordinati per altezza a partire dai più piccoli, e venivano controllati da due "guardie" che si posizionavano all'inizio e alla fine della fila.
Per i maschi più piccoli erano previste delle gite esterne periodicamente, nelle quali si potevano recare, scortati sempre dalle guardie, nelle campagne a pochi chilometri da Lucca.
Per quanto riguarda invece i ragazzi più grandi, questi quando andavano in gita venivano scortati dalla banda dell'istituto e la maggior parte delle volte si recavano presso Ponte  a Moriano, a dieci chilometri da Lucca, per un'escursione che durava tutta la giornata. 

## La formazione al lavoro

### Dall'assistenza alla formazione al lavoro
Le politiche attuate dalla Pia casa avevano un duplice obiettivo: la cura e la tutela del fanciullo, ma anche l'avviamento professionale, offrendo così una possibilità di inserimento sociale.
Nella società di quel tempo, l'avviamento ai lavori dei bambini era dettato dalla necessità di sopravvivenza, e proprio per questo già i primi istituti di beneficenza avevano attuato programmi d'istruzione affiancati da percorsi di apprendistato per ambo i sessi.
Questo tipo di programma, nel quale all'istruzione veniva affiancata la possibilità di apprendere vari mestieri, aveva come scopo principale quello di tenere i ragazzi impegnati per la maggior parte della giornata, evitando una caduta nell'ozio e cercando di prevenire la povertà.
In particolare, per procurare lavoro ai fanciulli la Pia casa seguiva tre direttrici: le attività che si potevano svolgere all'interno dell'istituto, il lavoro a giornata all'interno di alcune botteghe artigiane presenti in città, o di industrie manifatturiere, e infine, la collocazione stabile presso una famiglia affidataria in città o in campagna, dove i ragazzi avrebbero imparato a lavorare nei campi e le fanciulle i lavori domestici.
Quello che spingeva i ragazzi a lavorare era la possibilità di avere un proprio compenso in denaro per i lavori svolti.

### Lavoro femminile
L'attività femminile in campo lavorativo non era molto varia: si concentrava prevalentemente sul ciclo del cucito, un settore che richiedeva proprio l'impiego di mani molto piccole come quelle delle fanciulle per riuscire a tessere, filare, lavorare a maglia. Oltre al cucito le ragazze si occupavano dei lavori domestici.
I laboratori di cucito avevano al loro interno una sala guardaroba, dove venivano esposti i prodotti migliori in modo che potessero essere mostrati alla committenza esterna. La produzione che avveniva in questi laboratori femminili andava a soddisfare le necessità dell'istituto, ma veniva anche incrementata da molte committenze esterne, che richiedevano la manodopera di fanciulle accurate e altamente specializzate.
La formazione delle fanciulle non avveniva solo all'interno dell'istituto, ma anche al suo esterno. Queste infatti venivano collocate come domestiche presso famiglie di piccola e media borghesia, dove periodicamente venivano sorvegliate per verificare la loro educazione.